# Blake Wheeler
Blake Wheeler (ur. 31 sierpnia 1986 w Plymouth) – amerykański hokeista, reprezentant USA, olimpijczyk.

## Kariera
- Breck Mustangs (2002–2004)
  -  Team Northwest (2003)
- Green Bay Gamblers (2004–2005)
- University of Minnesota (2006–2008)
- Boston Bruins (2008–2011)
- Atlanta Thrashers (2011)
- Winnipeg Jets (2011-)
  -  EHC Red Bull Monachium (2012–2013)

Grał w ligach USHS i USHL, po czym w drafcie NHL z 2004 został wybrany przez Phoenix Coyotes. Następnie przez trzy lata grał w akademickich rozgrywkach NCAA. Od 2008 gra w lidze NHL, najpierw w dwóch klubach amerykańskich. Od 2011 zawodnik kanadyjskiego klubu Winniepeg Jets. Od października 2012 do stycznia 2013 na okres lokautu w sezonie NHL (2012/2013) związany kontraktem z niemieckim klubem EHC Red Bull Monachium. W lipcu 2013 przedłużył kontrakt z Jets o sześć lat.
Uczestniczył w turniejach mistrzostw świata 2011, zimowych igrzysk olimpijskich 2014, Pucharu Świata 2016.

## Sukcesy
Klubowe

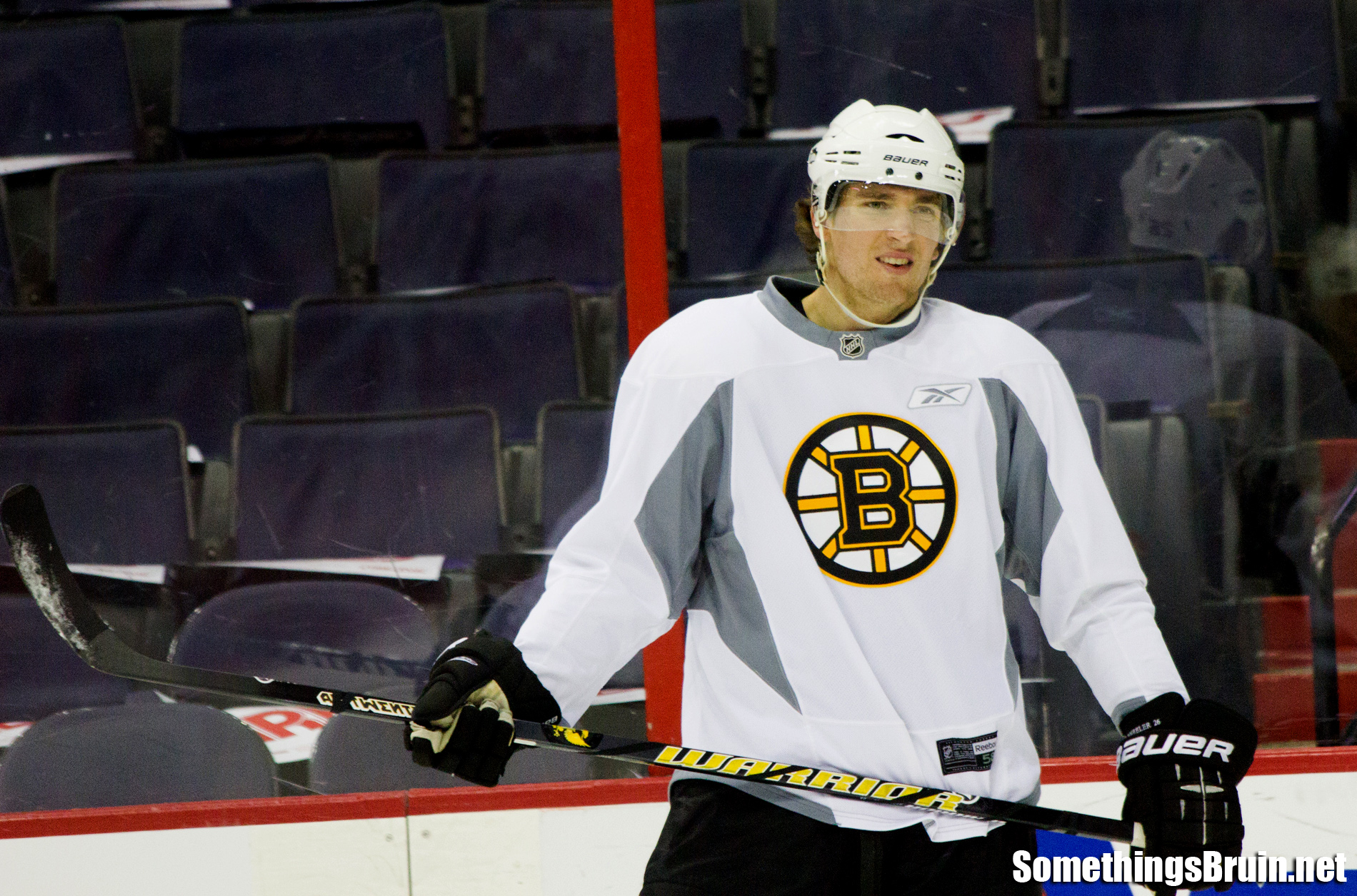
Blake Wheeler w barwach Boston Bruins (2010)

- Mistrzostwo NCAA (WCHA): 2007 z University of Minnesota
- Mistrzostwo dywizji NHL: 2009 z Boston Bruins

Indywidualne
- Sezon NCAA (WCHA) 2006/2007:
  - Najbardziej Wartościowy Zawodnik (MVP) turnieju
- Występ w Meczu Gwiazd w sezonie 2017-2018